# 霍恩霍斯特
霍恩霍斯特是德国下萨克森州的一个市镇。总面积11.98平方公里，总人口2123人，其中男性1043人，女性1080人（2011年12月31日），人口密度177人/平方公里。